# Günther Mack
Günther Mack (* 27. Februar 1927 in Giengen an der Brenz; † 2. April 2018 in Tübingen) war ein deutscher Physiker und Hochschullehrer.

## Wirken
Die Schulzeit von Günther Mack wurde 1944/45 unterbrochen durch Arbeitsdienst- und Kriegsdienst sowie amerikanische Kriegsgefangenschaft. Im Jahre 1946 konnte er am Kepler-Gymnasium Tübingen die Reifeprüfung ablegen. Ab dem Wintersemester 1946/47 studierte er Physik und Mathematik an der Eberhard Karls Universität Tübingen. Seit dem Sommersemester 1952 war er als wissenschaftliche Hilfskraft, ab August 1953 als wissenschaftlicher Assistent am Physikalischen Institut der Universität Tübingen tätig. 1957 erfolgte seine Promotion bei dem Experimentalphysiker Hubert Krüger. Im Jahre 1968 habilitierte er sich in Tübingen und war hier seit 1973 als Professor für Experimentalphysik tätig.
Wegen seines langjährigen Engagements in der Albert-Schweitzer-Kirchengemeinde in Tübingen und der evangelischen Gesamtkirchengemeinde Tübingen vor allem im Bereich des Umwelt-Audits wurde Günther Mack 2010 mit der Brenz-Medaille der Württembergischen Landeskirche ausgezeichnet.
Günther Mack war verheiratet mit Isolde Mack geb. Jeremias (1933–2010). 

## Schriften (Auswahl)
- Röntgenpräzisionsuntersuchungen an Germanium-Einkristallen und an legierten Germanium-Indium-pn-Übergängen. Dissertation Universität Tübingen 1957.
- Messung der Winkelverteilung der Neutronenpolarisation bei Streuung von 15,85 MeV-Neutronen am Kohlenstoff. In: Zeitschrift für Physik, Bd. 212 (1968), S. 365–379 (Habilitationsschrift Universität Tübingen).
- (Mithrsg.): Meßtechnische Erfassung zweier Häuser der Grünen Solararchitektur. Forschungsbericht 1989 ; Teilprojekt ; Schlußbericht zum Forschungsvorhaben "Energieeinsparung, biologische Aspekte und Akzeptanz im Wohnungsbau nach dem Prinzip der Grünen Solararchitektur zur passiven Energiegewinnung" ; Contract 03E-8022-A. Physikalisches Institut der Universität Tübingen 1989.
- Ethik in den Naturwissenschaften in der Spannung zwischen Utopie und Realität. In: Jean-Pierre Wils u. a. (Hrsg.): Ethik ohne Chance? Erkundungen im technologischen Zeitalter (= Ethik in den Wissenschaften, Bd. 2). 2. Aufl. Attempto-Verlag, Tübingen 1991, S. 21–44, ISBN 3-89308-136-4.
- (Hrsg.): Energiemanagement in der Ev. Gesamtkirchengemeinde Tübingen. Bericht 1996–1997. Tübingen 1998.
- Die Suche nach einem zukunftsfähigen Wissenschafts-Paradigma. Die Rolle der Wissenschaft bei der Entwicklung eines Weltethos. In: Hans Küng (Hrsg.): Wissenschaft und Weltethos. Piper, München 1998, S. 308–336, ISBN 3-492-03910-3.